# Палм-Спрингс (Калифорния)
Палм-Спрингс (англ. Palm Springs) — город в округе Риверсайд, штат Калифорния, США. Один из девяти городов в долине Коачелла.

## География и климат

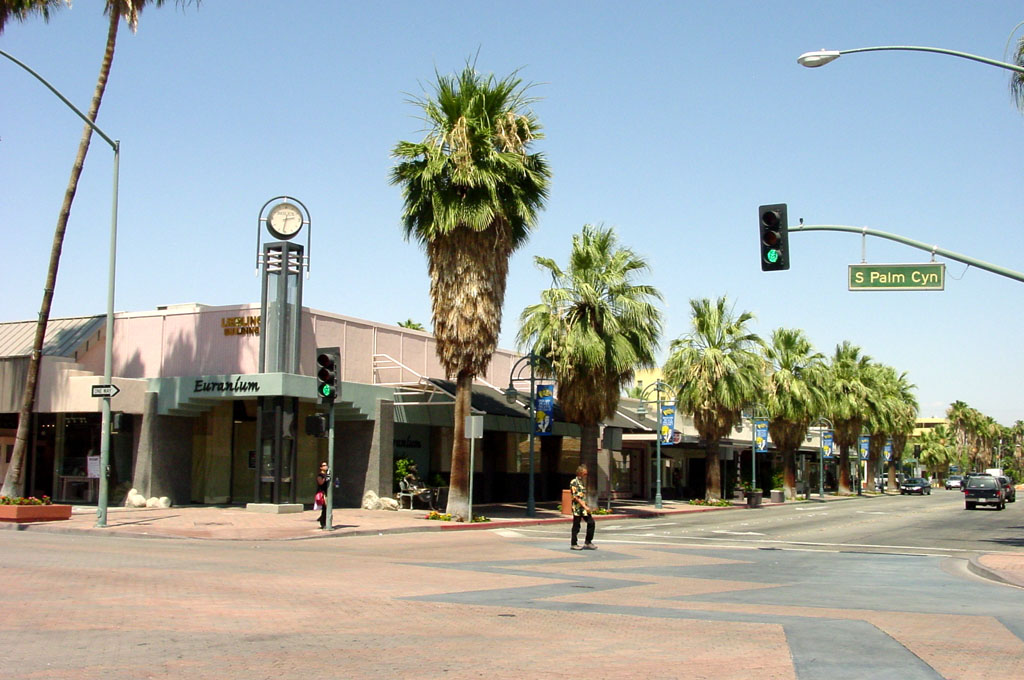
Палм-Спрингс, центр города

По данным Американского бюро переписи населения, общая площадь города составляет 246,3 км², в том числе 244,1 км² — суша и 2,2 км² — водные пространства (0,88 %). Палм-Спрингс находится примерно в 89 км к востоку от Сан-Бернардино, в 172 км к востоку от Лос-Анджелеса, в 198 км к северо-востоку от Сан-Диего и в 431 км к западу от Финикса (штат Аризона).
Палм-Спрингс расположен в долине Коачелья и со всех сторон окружён горами: Сан-Бернардино (на севере), Санта-Роза (на юге), Сан-Хасинто (на западе) и Литл-Сан-Бернардино (на востоке). Благодаря такому уникальному географическому положению для Палм-Спрингс характерен довольно жаркий и сухой климат; 354 дня в году — солнечные. В среднем за год выпадает 122,7 мм осадков. Среднегодовая температура составляет 23,7 °C. Рекордная низкая температура была зафиксирована 22 января 1937 года и составила −7 °C. Самая высокая температура была отмечена 28 и 29 июля 1995 года и составила 51 °C.
| Показатель                                                                | Янв. | Фев. | Март | Апр. | Май  | Июнь | Июль | Авг. | Сен. | Окт. | Нояб. | Дек. | Год  |
| ------------------------------------------------------------------------- | ---- | ---- | ---- | ---- | ---- | ---- | ---- | ---- | ---- | ---- | ----- | ---- | ---- |
| Абсолютный максимум, °C                                                   | 35   | 37   | 40   | 44   | 47   | 51   | 51   | 51   | 49   | 47   | 39    | 34   | 51   |
| Средний суточный максимум, °C                                             | 21,4 | 23,2 | 27,0 | 30,4 | 34,8 | 39,8 | 42,6 | 42,3 | 38,8 | 32,8 | 25,9  | 20,7 | 31,6 |
| Средняя температура, °C                                                   | 15,0 | 16,5 | 19,7 | 22,7 | 26,8 | 31,2 | 34,4 | 34,4 | 31,2 | 25,4 | 18,9  | 14,3 | 24,2 |
| Средний суточный минимум, °C                                              | 8,7  | 9,8  | 12,4 | 15,1 | 18,8 | 22,6 | 26,5 | 26,6 | 23,6 | 18,1 | 11,9  | 7,9  | 16,8 |
| Абсолютный минимум, °C                                                    | −7   | −4   | −2   | 1    | 2    | 7    | 12   | 11   | 8    | −1   | −5    | −5   | −7   |
| Среднее число дней с осадками                                             | 4    | 4    | 2    | 1    | 0    | 0    | 1    | 1    | 1    | 1    | 1     | 3    | 18   |
| Норма осадков, мм                                                         | 29   | 29   | 12   | 1    | 1    | 1    | 4    | 7    | 6    | 5    | 10    | 18   | 123  |
| Источник: Национальное управление океанических и атмосферных исследований |      |      |      |      |      |      |      |      |      |      |       |      |      |

## Население
Согласно данным переписи населения 2000 года, в городе насчитывалось 42 807 жителей, 20 516 домохозяйств и 9457 семей. Плотность населения, таким образом, составляла 175,4 человека на км². Расовый состав населения города был таков: 78,33 % — белые; 3,93 % — афроамериканцы; 0,94 % — индейцы; 3,83 % — азиаты; 0,14 % — представители населения островов Тихого океана; 9,78 % — представители иных рас. 23,72 % населения определяли своё происхождение как испанское (латиноамериканское).
Из 20 516 домохозяйств на дату переписи 16,3 % имели детей, 34,0 % были женатыми парами, 8,5 % возглавлялись матерями-одиночками и 53,9 % не являлись семьями. 41,6 % домашних хозяйств было образовано одинокими людьми. Среднее количество людей в домашнем хозяйстве составляло 2,05.
Возрастной состав населения: 17,0 % — младше 18 лет; 6,1 % — от 18 до 24 лет; 24,2 % — от 25 до 44 лет; 26,4 % — от 45 до 64 лет и 26,2 % — 65 лет и старше. Средний возраст — 47 лет. На каждые 100 женщин приходится 107,8 мужчин. Средний годовой доход мужчины составлял в 2000 году $33 999, женщины — $27 461. Средний доход на душу населения составлял $ 25 957. Около 11,2 % семей и 15,1 % населения живут за чертой бедности.
Палм-Спрингс занимает одно из первых мест в стране по доле проживающих здесь однополых пар: им принадлежат 7,2 % домашних хозяйств, что значительно выше среднего по США показателя в 1 %. После выборов 2017 года все места в городском совете и пост мэра города заняли представители ЛГБТ.
Динамика численности населения города по годам:
| 1940 | 1950 | 1960   | 1970   | 1980   | 1990   | 2000   | 2010   |
| ---- | ---- | ------ | ------ | ------ | ------ | ------ | ------ |
| 3434 | 7660 | 13 468 | 20 936 | 32 359 | 40 181 | 42 807 | 44 552 |

## Экономика и транспорт
На сегодняшний день экономика города основана преимущественно на туризме, который активно поддерживается местными властями. В городе проходит множество фестивалей, конференций и различных международных мероприятий, включая международный кинофестиваль Палм-Спрингс.
В 3 км к востоку от центра города расположен международный аэропорт Палм-Спрингс, принимающий рейсы из многих крупных городов США и Канады.